# Instituto Isabel la Católica
El Instituto Isabel la Católica es un centro de enseñanza secundaria situado en Madrid, en el distrito de Retiro sobre el llamado Cerrillo de San Blas junto al Observatorio Astronómico y el Parque del Retiro. Su historia se remonta a 1939 cuando se creó y ocupó el edificio del que había sido Instituto-Escuela Sección Retiro, suprimido por el franquismo. Fue un instituto de Enseñanza Media exclusivamente femenino hasta 1984. En la actualidad, imparte la Enseñanza Secundaria Obligatoria y todas las modalidades del Bachillerato. Además cuenta con secciones lingüísticas de alemán e inglés. Desde julio de 2021, el IES Isabel la Católica forma parte del patrimonio mundial de la UNESCO como institución integrante del Paisaje de la Luz. 

## Historia
Cuando se creó el 4 de abril de 1939, el Instituto Isabel la Católica se instaló en dos edificios que habían pertenecido a la Sección Retiro del Instituto-Escuela: el de Bachillerato, que pervive en la actualidad, y el de la Primaria y Párvulos, hoy desaparecido. Los edificios estaban rodeados de un espacio ajardinado, dos pistas de tenis y dos campos de baloncesto. También había jardines experimentales, en los que en los años 40 se instalaron un gallinero, un palomar y un apiario.
El Instituto Isabel la Católica se rigió por el plan de estudios de 1938 que establecía un bachillerato de siete años encaminado básicamente a potenciar la formación clásica y humanística de los alumnos y a asegurarles la enseñanza católica y patriótica. Un poco más adelante, por decreto de 5 de julio de 1945, el Instituto Isabel la Católica se convirtió en un centro experimental incorporado al Consejo Superior de Investigaciones Científicas (CSIC) a través del Instituto de Pedagogía San José de Calasanz, como ya lo era el instituto Ramiro de Maeztu desde 1941. Ambos centros debían servir de modelos en la educación integral de la enseñanza media masculina y femenina españolas. Sin embargo, siguieron rigiéndose por el mismo plan de estudios y su carácter experimental no tuvo el alcance que había tenido el del Instituto-Escuela, en palabras de José Barceló Matutano quien se había formado como profesor de Física y Química en el Instituto-Escuela y luego fue catedrático de la misma especialidad en el Instituto Isabel la Católica.
Tras la aprobación de un nuevo plan de estudios en 1953 que reducía el Bachillerato a 6 años y añadía el curso de preuniversitario, en 1957 el instituto se empezó a regir por un Patronato cuya finalidad era procurar que el centro experimental tuviera “la agilidad y autonomía necesarias para ser campo de ensayos pedagógicos y establecer un asesoramiento y control permanentes como garantía de su buen funcionamiento”.
A mediados de la década de los años 50 empezó a crecer la demanda escolar en el Instituto Isabel la Católica, que se intensificó en los años 60 como consecuencia de fuerte crecimiento demográfico y económico que se producía por entonces en España y de la consiguiente demanda de escolarización. En 1965 desapareció el edificio de la preparatoria que tuvo que ser derribado por problemas técnicos y se construyó uno nuevo (hoy llamado edificio D). Para poder satisfacer la demanda de solicitudes, a principios de los años 70, se construyeron otros tres nuevos edificios (hoy llamados A, B y C) y el instituto Isabel la Católica adquirió su configuración actual (el edificio histórico del Instituto-Escuela se denomina hoy edificio E). Todos los edificios nuevos fueron proyectados por el arquitecto Francisco de Asís Navarro Borrás.
En 1970 se promulgó una nueva ley de Educación, la ley Villar Palasí, que modernizaba la educación adecuándola a los cambios que estaba viviendo el país. En ella el Bachillerato (BUP) quedaba reducido a tres cursos y se instauraba el COU para preparar el paso de los alumnos a la universidad. En la década de los 70, el instituto Isabel la Católica continuó creciendo, de manera que en 1978 la matrícula fue de 3.388 alumnas y su claustro tenía 154 profesores. Ese mismo año dejó de ser centro experimental y se convirtió en un instituto de régimen ordinario. En 1984 se hizo mixto como sigue siendo en la actualidad.

## Principios y métodos pedagógicos en su etapa histórica
En el Instituto Isabel la Católica se conjugaron las enseñanzas del nacionalcatolicismo, imperantes en los demás institutos durante el franquismo con una metodología más novedosa en algunas materias. Las enseñanzas de Religión tuvieron un gran peso y se complementaban con actos litúrgicos y colaboraciones de las alumnas en obras caritativas a través de Acción Católica. Las enseñanzas de Hogar, a cargo del personal de la sección Femenina de Falange, tuvieron un gran peso y su finalidad era formar a las mujeres como amas de casa. La Escuela de Hogar ocupaba la mitad del edificio de la Preparatoria.
Pero junto a estos contenidos, se promovió la enseñanza experimental en los laboratorios de Biología y Geología y Física y Química, que siguieron en funcionamiento. En los años 50 también se construyó un observatorio para que las alumnas hicieran mediciones meteorológicas. Asimismo se realizaban muchas actividades educativas que contribuían a la formación más completa de las alumnas: visitas a museos y excursiones; veladas artísticas, tanto dentro como fuera del instituto, con conciertos y representaciones teatrales; obras teatrales interpretadas por las propias alumnas, con el grupo de teatro Las isabelas, dirigido por los profesores Allué Salvador y Montero Alonso; revistas escolares, como El Cerrillo de San Blas, dirigida por el profesor Simón Díaz; una biblioteca escolar, gestionada por las alumnas, a partir de mediados de los 50; exposiciones y concursos, etc.
Además de contar con el material didáctico heredado del Instituto-Escuela, el instituto Isabel la Católica siguió adquiriendo los materiales didácticos más modernos para la formación de las alumnas, como los de la Physical Science Study Committee (PSSC). A partir de 1956, el instituto contó con un Gabinete Psicotécnico, para la orientación profesional y pedagógica de las alumnas y desde el curso 1967-1968 se implantó la figura del profesor tutor, para asesorar a las alumnas y establecer contacto con las familias (Actas de claustro del Instituto Isabel la Católica). Ambos elementos se generalizarán después en la enseñanza secundaria.

## Profesores
Cuando se abrió el Instituto Isabel la Católica en 1939 permanecieron en él tres catedráticos del Instituto-Escuela: Manuel de Terán Álvarez (Geografía e Historia), José Augusto Sánchez Pérez (Matemáticas) y Julio Carretero Gutiérrez (Matemáticas). Los dos primeros se trasladaron muy pronto al instituto Beatriz Galindo, mientras que el último fue depurado y separado del servicio (Archivo del Instituto Isabel la Católica).
Algunos de sus profesores más destacados hasta 1978 fueron:
- Luis Alegre Núñez (Dibujo)[9]
- Miguel Allué Salvador (Lengua y Literatura)
- José Barceló Matutano (Física y Química)
- Emilio Barnechea Saló (Dibujo)
- María Bausá Alcalde (Biología)
- Antonio Bermejo de la Rica (Geografía e Historia)
- Julio Calonge Ruiz (Griego)
- Enrique Canito Barreda (Francés)
- María Teresa Carrillo Quintela (Matemáticas)
- Ángel Echenique Pardo (Dibujo)
- Manuel Fernández Galiano (Griego)
- Víctor José Herrero Llorente (Latín)
- Fernando Jiménez de Gregorio (Geografía e Historia)
- Pilar Lago Couceiro (Lengua y Literatura)
- Manuel Marín Peña (Latín)
- Narcisa Martín Retortillo (Física y Química)
- José Montero Alonso (Lengua y Literatura)
- José Simón Díaz (Lengua y Literatura)

## Alumnas destacadas
- Juana Bellanato Fontecha (química).
- María del Carmen Simón Palmer (historiadora, bibliógrafa e investigadora del CSIC)
- Elvira Lindo (escritora)
- Pilar García Mouton (filóloga)
- Luisa Martín (actriz)
- Elena Martí (periodista)

## Distinciones
- Corbata de la orden de Alfonso X el Sabio, concedida en 2011 por el entonces ministro de Educación Ángel Gabilondo, junto a los restantes miembros de la Asociación Nacional para la Defensa del Patrimonio de los Institutos Históricos, por la labor de recuperación, conservación y difusión del patrimonio histórico educativo que llevan a cabo.
- Encomienda de Número de la Orden del Dos de Mayo (2017)[10]
- Forma parte del Paisaje de la Luz, un paisaje cultural declarado Patrimonio de la Humanidad el 25 de julio de 2021.[11][12]
- Premio Liber 2022 a la Biblioteca Histórica del IES Isabel la Católica al fomento de la lectura[13]
- Premio Manuel Bartolomé Cossío 2023 de la Sociedad Española para el Estudio del Patrimonio Histórico-Educativo por su trayectoria consolidada y reconocida en la recuperación del patrimonio histórico-educativo y su línea modélica seguida hasta la actualidad. [14]

## Patrimonio del Instituto-Escuela en el Instituto Isabel la Católica
El patrimonio del Instituto-Escuela Sección Retiro conservado en el IES Isabel la Católica está constituido por el edificio, el archivo, la biblioteca y los laboratorios.

### Edificio
Proyectado por Francisco Javier Luque, arquitecto con una amplia experiencia en construcciones escolares, puesto que, entre otras realizaciones, en 1915 se había encargado de completar el conjunto de edificios de la Residencia de Estudiantes iniciado por Antonio Flórez.

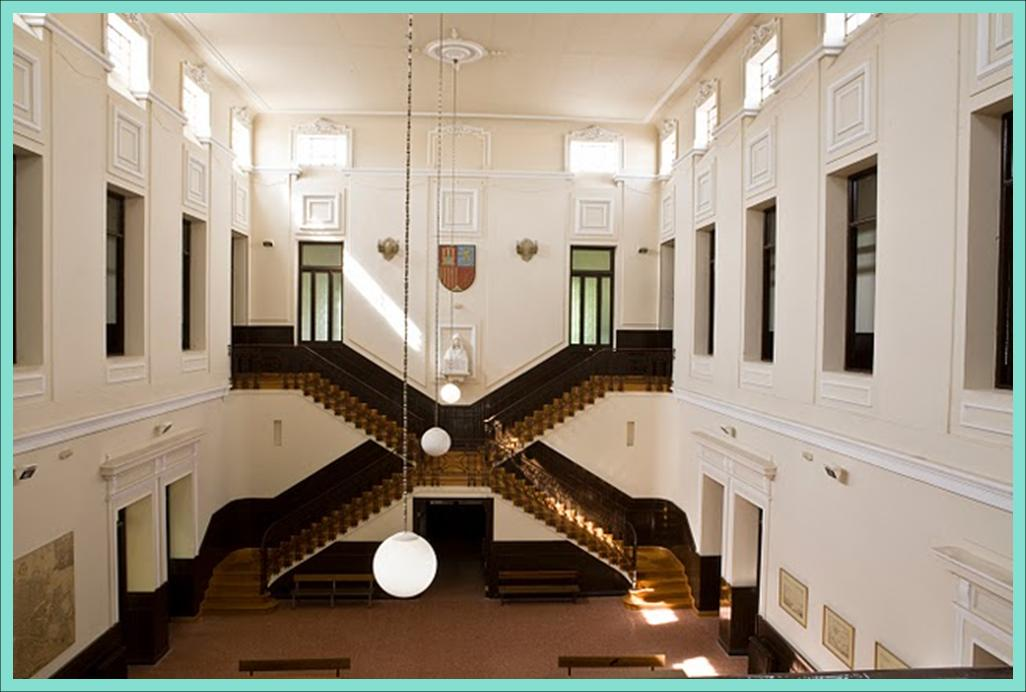
Vestíbulo del edificio histórico

La ubicación del edificio de la Sección Retiro respondía al ideal de las Escuelas Nuevas europeas, que propugnaban el contacto del alumno con la naturaleza. En la arquitectura, F.J. Luque se hace eco del modelo de construcción escolar preconizado por la Institución Libre de Enseñanza, conjugando lo tradicional y popular en el exterior con lo funcional en el interior. El edificio, con cuatro torreones en las esquinas, tiene dos plantas y un sótano. Las aulas son relativamente pequeñas, porque están pensadas para un número de alumnos no superior a treinta, pero a cambio tienen grandes ventanas de desarrollo vertical que contribuyen a su perfecta iluminación y salubridad. Los laboratorios ocupan una superficie mucho más grande que las propias aulas, dada la importancia que tuvo la enseñanza de las ciencias experimentales en el proyecto educativo del Instituto-Escuela. El vestíbulo es también de grandes dimensiones y fue concebido como un espacio polivalente para celebrar todo tipo de reuniones y actos culturales. Este vestíbulo estaría inspirado en la Blackheath High School for Girls, una escuela secundaria femenina situada al sureste de Londres. Por lo demás, el edificio está rodeado de un amplio espacio que servía como campo de deportes y para las prácticas de las materias de Agricultura y Biología. Pese a los años transcurridos desde que se inauguró, la construcción apenas ha sufrido alteraciones y se conserva en muy buen estado.

### Archivo
La documentación del Instituto-Escuela, depositada en la Secretaría del instituto Isabel la Católica, consta de 901 expedientes y 128 fichas de alumnos matriculados entre 1918 y 1936; 11 libros de calificaciones trimestrales entre los cursos 1925-1926 y 1934-1935; 1 libro de actas de reuniones de profesores celebradas entre 1933 1936; 1 libro de registro de los libros de la biblioteca y varios documentos de menor importancia en los que, por ejemplo, se hacen constar las faltas de asistencia a clase de los profesores y se consignan tasas pagadas por los alumnos. Toda esta documentación ha sido debidamente digitalizada y catalogada.

### Biblioteca

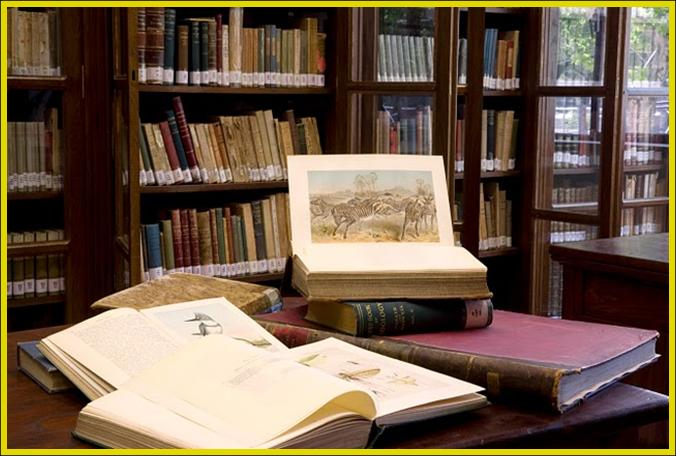
Biblioteca histórica del IES Isabel la Católica

El fondo conservado de la biblioteca del Instituto-Escuela reúne alrededor de 1.500 volúmenes, de los cuales 339 son libros en francés, 132 en alemán, 41 en inglés, 3 en italiano, 67 en latín y 1 en catalán, todos ellos con el sello del instituto. Además de estos libros, hay otros que carecen del sello, pero que se incluyen en el fondo de la biblioteca por ser obras dedicadas por sus autores al Instituto-Escuela, por tener escrito el nombre de alumnos que aparecen en los expedientes del archivo, porque guardan relación con el centro por su temática pedagógica o bien porque en ellas colaboran algunos profesores aspirantes como prologuistas o traductores. La biblioteca histórica, dispone también de una pequeña colección de 64 placas de cristal de Historia del Arte, así como de 14 mapas antiguos.

### Los laboratorios y el material científico

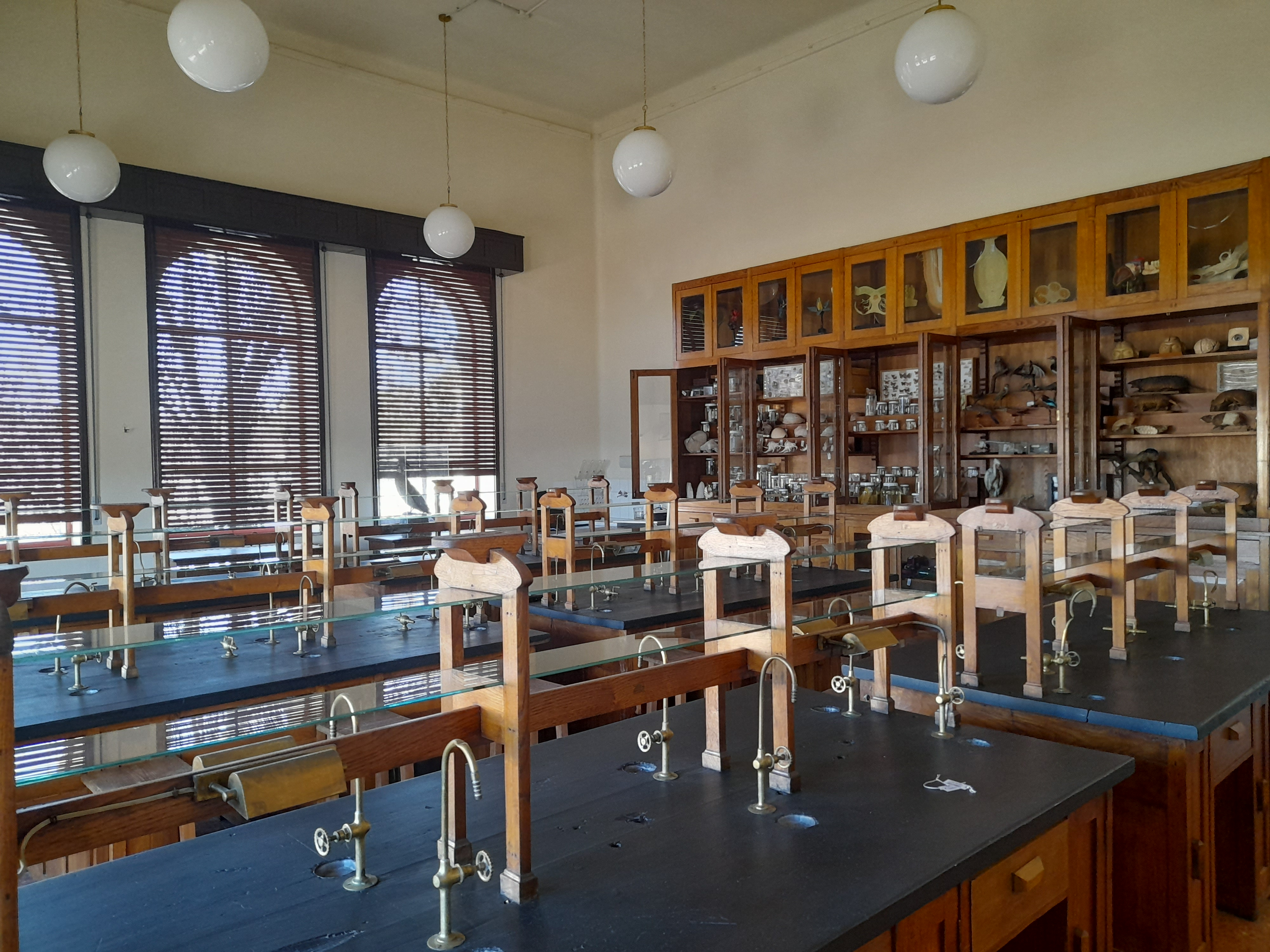
Laboratorio histórico de Biología

Las innovaciones pedagógicas urgían a que los centros docentes se dotaran de espacios nuevos como los laboratorios, para que los alumnos, aplicando el método científico-experimental, pudieran observar los fenómenos naturales y reproducir las leyes de la naturaleza. Esto explica que los laboratorios del Instituto-Escuela se diseñaran de forma distinta a los tradicionales gabinetes de Historia Natural, porque los métodos de enseñanza ya eran otros y la Biología y la Geología se entendían como dos ciencias bien diferenciadas. Así pues, no tiene nada de extraño que los alumnos del Instituto-Escuela realizaran las prácticas de Historia Natural en dos laboratorios, uno de Biología y otro de Geología.

## Difusión y puesta en valor del patrimonio escolar

#### Exposiciones
El material del Instituto-Escuela Sección Retiro ha participado en varias exposiciones:
- En 2007: El laboratorio de España. La Junta para Ampliación de Estudios e Investigaciones Científicas 1907-1939, exposición conmemorativa del centenario de la mencionada institución, celebrada en la Residencia de Estudiantes. Catálogo con el mismo título. Referencia al Instituto-escuela en el catálogo pp. 381-431
- En 2015-2016: El Maestro de la España Moderna. Francisco Giner de los Ríos y la Institución Libre de Enseñanza, celebrada en la Fundación Giner de los Ríos
- En 2018-2019: Ciencia e innovación en las aulas. Centenario del Instituto-Escuela, que tuvo tres sedes, la primera el Museo Nacional de Ciencias Naturales (del 30 de octubre de 2018, al 27 de enero de 2019), la segunda en la Biblioteca Eugenio Trias (situada en el Parque del Retiro de Madrid, del 1 de febrero al 10 de marzo de 2019l) y la tercera en la Biblioteca Central de la UNED (Madrid, del 29 de octubre al 11 de diciembre de 2019). Catálogo con el mismo título.[18]
- En 2019-2020: Laboratorios de la nueva educación. En el centenario del Instituto-Escuela, con sede en la Fundación Giner de los Ríos. Catálogo con el mismo título.
- En 2022: Exposición dedicada a María Casares, actriz y alumna del Instituto-Escuela, en su centenario en el kiosco Alfonso de La Coruña.
- En 2022: Exposición dedicada a Clara Campoamor en la Biblioteca Nacional, en un apartado sobre la educación en el primer tercio del siglo XX.

#### Visitas guiadas
Semana de la Ciencia. Desde 2007, con motivo de la Semana de la Ciencia que convoca anualmente en el mes de noviembre la Comunidad de Madrid, se organizan visitas guiadas para cualquier persona interesada en el patrimonio histórico del Instituto-Escuela. Estas visitas han permitido incrementar el patrimonio con aportaciones de hijos de antiguos alumnos del Instituto-Escuela y de antiguas alumnas del Isabel la Católica.

#### Participación en asociaciones y programas
CEIMES (Ciencia y educación en los institutos madrileños de enseñanza secundaria). El instituto Isabel la Católica participó entre 2008 y 2012 en este programa de investigación, promovido por la dirección General de Universidades e Investigación de la Comunidad de Madrid, para recupera y difundir el patrimonio de los institutos históricos madrileños.
Jornadas de Institutos Históricos. Las Jornadas de los Institutos históricos, que se vienen celebrando con periodicidad anual desde julio de 2007, sirven para difundir el patrimonio conservado en el Instituto Isabel la Católica y para intercambiar experiencias con otros institutos que desarrollan las mismas actividades de recuperación patrimonial. En 2010, se creó una asociación para darle a las Jornadas un carácter institucional.
SEPHE (Sociedad Española para el Estudio del Patrimonio Histórico-Educativo). A través de las actividades y jornadas de esta asociación, se difunde el patrimonio en el ámbito de la investigación y en el universitario.
Mentoractúa. Entre 2017 y 2019, la Dirección General de Innovación de la Comunidad de Madrid desarrolló un programa para dar a conocer el patrimonio de los institutos históricos madrileños.

## Uso didáctico del patrimonio escolar del Instituto-Escuela Sección Retiro

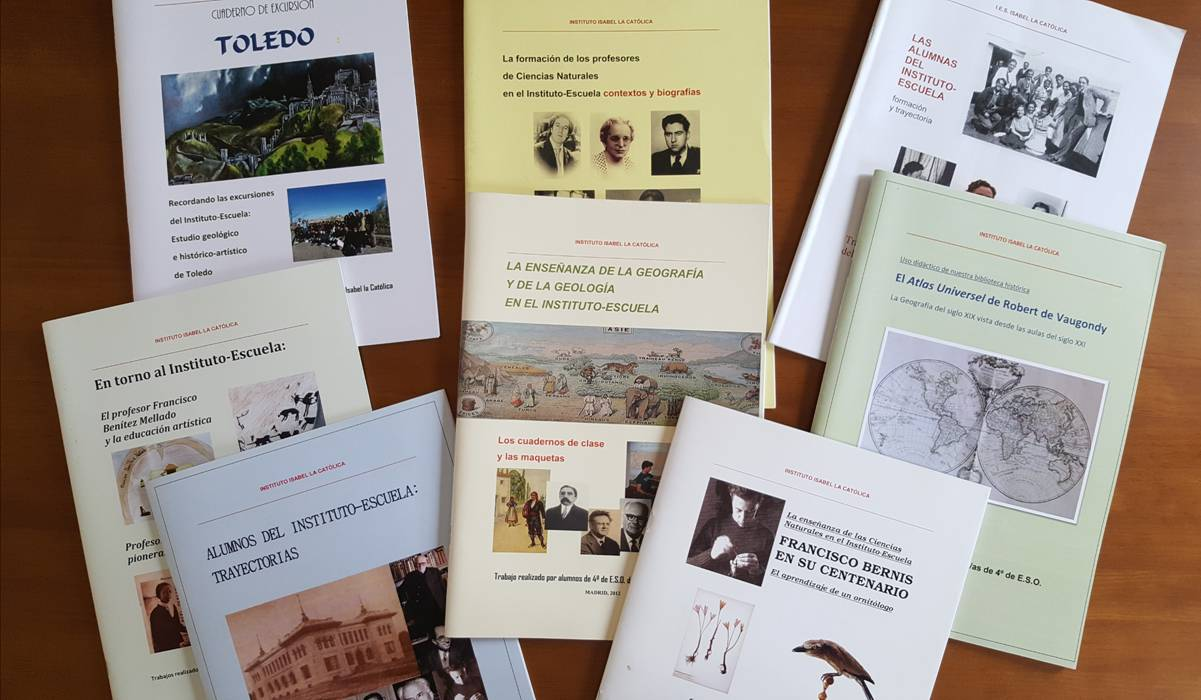
Trabajos escolares de aprovechamiento didáctico del patrimonio histórico

Uno de los objetivos que se ha propuesto el instituto Isabel la Católica con la recuperación de su patrimonio histórico ha sido el de su utilización didáctica, con el fin de que los profesores y alumnos de este centro lo conozcan, lo valoren y contribuyan a preservarlo. Para conseguir el objetivo señalado, profesores de diversos departamentos (Geografía e Historia, Biología y Geología, Dibujo, Informática, Inglés, Alemán y Educación Física) han programado desde el curso 2009-2010 una serie de proyectos didácticos de carácter interdisciplinar, desarrollados a lo largo de cada curso, utilizando como fuentes el archivo, las memorias bianuales, los cuadernos escolares, los libros y el material científico del Instituto-Escuela que conservamos. Los trabajos realizados por los alumnos se han publicado al final de cada curso en una revista monográfica de difusión interna en nuestro instituto y en su página web.